# Muroidea
Muroidea är en överfamilj i underordningen råttartade gnagare (Myomorpha) och systergruppen till springråttorna.
Gnagare av Muroidea förekommer på alla kontinenter med undantag av Antarktis och några öar i Oceanien. Habitatet varierar mellan öknar, gräsmarker, torra och fuktiga skogar samt träskmarker. Beroende på art gräver exemplaren i marken eller de lever på grunden eller klättrar i växtligheten.
Överfamiljens medlemmar har allmänt ett utseende som liknar en mus eller en råtta. Verktyg som används för uppdelningen av arterna i familjer och lägre taxa är kraniets, tändernas och penisens form. I överfamiljen finns med råttdjur och hamsterartade gnagare två familjer som innehåller fler arter än alla andra gnagare tillsammans. Jämförd med geologiska tidsepoker gick arterna utveckling mycket fort. I djurgruppen förekommer dessutom flera honor som har en Y-kromosom.
Enligt Mammal Species of the World från 2005 ingår 6 familjer i överfamiljen:
- Mushamstrar (Calomyscidae)
- Hamsterartade gnagare (Cricetidae)
- Råttdjur (Muridae)
- Nesomyidae
- Taggsovare (Platacanthomyidae)
- Mullvadsråttor (Spalacidae)